# Ceapaievsk
Ceapaievsk (în rusă: Чапаевск) este un oraș din Regiunea Samara, Federația Rusă, cu o populație de 73.912 locuitori.